# جون ليجويزامو
جون ليجوزامو هو ممثل كولومبي-أمريكي ولد عام22 يوليو 1964.
في بوغاتا، كولومبيا وهو ممثل موهوب عمِل في بداية مسيرته الفنية على المسرح
فقد نال اعجاب الجماهير وكان أول ظهور له على التلفزيون عام 1984 في دور صغير في مسلسل
ميامى فايس وهو متزوج وله ولدان
وله الكثير من الافلام وقد مثل في سلسلة أفلام ice age.

## من أفلامه
1. الليالي العربية 2001
2. أميريكان أولترا 2015
3. الطاهي (فيلم)
4. جولة مع شرطي 2014

## روابط خارجية
- جون ليجويزامو على موقع IMDb (الإنجليزية)
- جون ليجويزامو على موقع ميتاكريتيك (الإنجليزية)
- جون ليجويزامو على موقع روتن توميتوز (الإنجليزية)
- جون ليجويزامو على موقع قاعدة بيانات الأفلام العربية
- جون ليجويزامو على موقع ألو سيني (الفرنسية)
- جون ليجويزامو على موقع ميوزك برينز (الإنجليزية)
- جون ليجويزامو على موقع تيرنر كلاسيك موفيز (الإنجليزية)
- جون ليجويزامو على موقع أول موفي (الإنجليزية)
- جون ليجويزامو على موقع بوكس أوفيس موجو (الإنجليزية)
- جون ليجويزامو على موقع قاعدة بيانات برودواي على الإنترنت (الإنجليزية)